# First Stand Tournament
Le First Stand Tournament, aussi appelé First Stand ou FST, est une compétition internationale annuelle du jeu League of Legends. Le tournoi, organisé par Riot Games, oppose la meilleure équipe de chaque région pendant une semaine. Officiellement confirmé fin 2024, mais annoncé le 11 juin, en même temps que l'arrivée des trois segments par saison, le First Stand se tient en début d'année,. 
Le vainqueur de l'événement se verra doté d'une dotation financière, et permettra à sa région d'envoyer ses deux meilleures équipes lors du second segment de la saison au Main Event du MSI.

## Histoire
Le 1er novembre 2024, Riot Games officialise via un communiqué le nom d'une nouvelle compétition internationale annoncée en juin 2024 : le First Stand Tournament. Ce tournoi, qui se tient après le premier segment de la saison compétitive, voit s'affronter l'équipe championne de chaque région. La première édition se tient à Séoul, en Corée du Sud, du 10 au 16 mars 2025. Hanwha Life Esports remportera cette édition inaugurale face à la Karmine Corp.

## Format
Le tournoi oppose cinq équipes venant chacune d'une région différente. Elles ont pu obtenir une place au First Stand grâce à leur victoire durant le premier segment de la saison. Ainsi, la représentante de la League of Legends Champions Korea (LCK), du League of Legends EMEA Championship (LEC), du League of Legends Championship Pacific (LCP), de la League of Legends Pro League (LPL) et du League of Legends Championship of the Americas (LTA) s'affrontent d'abord dans un Group Stage, puis dans le Knockout Stage, le tout en Fearless Draft, nouveauté apportée sur la scène compétitive en 2025.
Le Group Stage consiste à un match en deux manches gagnantes (BO3), où chaque équipe s'affrontera une fois. Les quatre meilleures équipes accèdent alors au Knockout Stage, tandis que la dernière équipe est éliminée de la compétition.
Lors du Knockout Stage, l’équipe ayant terminé première du Group Stage affrontera celle classée quatrième, tandis que la deuxième affrontera la troisième. Les deux équipes s'étant imposée dans ces rencontres en trois manches gagnantes (BO5) pourront alors s'affronter en finale.

## Résultats
| Édition | Lieu  | Finale                  | Finale | Finale       | Demi-finalistes | Demi-finalistes    | 5e place    | 5e place |
| Édition | Lieu  | Champion                | Score  | Finaliste    | Demi-finalistes | Demi-finalistes    | 5e place    | 5e place |
| ------- | ----- | ----------------------- | ------ | ------------ | --------------- | ------------------ | ----------- | -------- |
| 2025    | Séoul | Hanwha Life Esports (1) | 3 - 1  | Karmine Corp | Top Esports     | CTBC Flying Oyster | Team Liquid |          |
| 2026    |       |                         |        |              |                 |                    |             |          |

## Palmarès

### Classement par équipe
| Équipe              | Vainqueur (éditions) | Finalistes (éditions) | Demi-finalistes (éditions) | 5e place (éditions) | Participations |
| ------------------- | -------------------- | --------------------- | -------------------------- | ------------------- | -------------- |
| Hanwha Life Esports | 1 (2025)             | -                     | -                          | -                   | 1              |
| Karmine Corp        | -                    | 1 (2025)              | -                          | -                   | 1              |
| Top Esports         | -                    | -                     | 1 (2025)                   | -                   | 1              |
| CTBC Flying Oyster  | -                    | -                     | 1 (2025)                   | -                   | 1              |
| Team Liquid         | -                    | -                     | -                          | 1 (2025)            | 1              |

### Classement par région
| Région                              | Vainqueur (éditions) | Finalistes (éditions) | Demi-finalistes | 5e place |
| ----------------------------------- | -------------------- | --------------------- | --------------- | -------- |
| Corée du Sud - LCK                  | 1 (2025)             | -                     | -               | -        |
| Europe - LEC                        | -                    | 1 (2025)              | -               | -        |
| Chine - LPL                         | -                    | -                     | 1 (2025)        | -        |
| Taïwan / Japon / Vietnam - LCP      | -                    | -                     | 1 (2025)        | -        |
| États-Unis / Brésil / Mexique - LTA | -                    | -                     | -               | 1 (2025) |

### Joueurs titrés auFirst Stand
Liste des joueurs ayant remporté au moins une fois le First Stand.
| Titres | Joueur                     | Rôle     | Équipe(s)           | Édition(s) |
| ------ | -------------------------- | -------- | ------------------- | ---------- |
| 1      | Choi « Zeus » Woo-je       | Toplaner | Hanwha Life Esports | 2025       |
| 1      | Han « Peanut » Wang-ho     | Jungler  | Hanwha Life Esports | 2025       |
| 1      | Kim « Zeka » Geon-woo      | Midlaner | Hanwha Life Esports | 2025       |
| 1      | Park « Viper » Do-hyeon    | AD Carry | Hanwha Life Esports | 2025       |
| 1      | Yoo « Delight » Hwan-joong | Support  | Hanwha Life Esports | 2025       |

### Meilleurs joueurs
Liste des joueurs ayant été élus Meilleur Joueur (MVP) durant la finale du First Stand.
| Joueur                | Rôle     | Équipe(s)           | Édition(s) |
| --------------------- | -------- | ------------------- | ---------- |
| Kim « Zeka » Geon-woo | Midlaner | Hanwha Life Esports | 2025       |